# Primera División de Uruguay 2008/2009
Liga Profesional de Primera División 2008–09, även känt som Campeonato Uruguayo de Fútbol 2008–09, var den 105:e säsongen av Uruguays högstaliga Primera División. Det var den 78:e säsongen som ligan hade spelats professionellt.
Säsongen bestod av två delar, Apertura och Clausura, som spelades av 16 lag. Apertura spelades mellan den 23 augusti, 2008, och den 8 februari, 2009, med Nacional som segrare. Clausura spelades mellan den 21 februari och den 14 juni, 2009 som Defensor Sporting vann. Slutspelsmatcherna spelades mellan 21 juni till 15 juli 2010, med Nacional som segrare ligan. Detta blev Nacionals 42:a ligatitel i Primera División. 
Säsongen bestod av 29 omgångar (samt fem slutspelsmatcher) med två matcher mellan alla lag, en gång på vardera lagets hemmaplan. Vinst gav 3 poäng, oavgjort 1 poäng och förlust 0 poäng.

## Tabell
| Nr | Lag                  | S  | V  | O | F  | GM | IM | MS  | P  |
| -- | -------------------- | -- | -- | - | -- | -- | -- | --- | -- |
| 1  | Danubio              | 15 | 10 | 2 | 3  | 27 | 15 | +12 | 32 |
| 2  | Nacional             | 15 | 10 | 2 | 3  | 23 | 13 | +10 | 32 |
| 3  | Defensor Sporting    | 15 | 9  | 3 | 3  | 23 | 12 | +11 | 30 |
| 4  | Racing               | 15 | 7  | 6 | 2  | 24 | 12 | +12 | 27 |
| 5  | Liverpool            | 15 | 7  | 6 | 2  | 24 | 14 | +10 | 27 |
| 6  | Peñarol              | 15 | 8  | 4 | 3  | 29 | 15 | +14 | 25 |
| 7  | Cerro                | 15 | 6  | 5 | 4  | 20 | 12 | +8  | 23 |
| 8  | River Plate          | 15 | 5  | 5 | 5  | 17 | 17 | 0   | 20 |
| 9  | Central Español      | 15 | 5  | 5 | 5  | 17 | 21 | −4  | 20 |
| 10 | Tacuarembó           | 15 | 5  | 2 | 8  | 15 | 20 | −5  | 17 |
| 11 | Bella Vista          | 15 | 5  | 2 | 8  | 13 | 22 | −9  | 17 |
| 12 | Montevideo Wanderers | 15 | 4  | 2 | 9  | 17 | 18 | −1  | 14 |
| 13 | Rampla Juniors       | 15 | 3  | 5 | 7  | 16 | 24 | −8  | 14 |
| 14 | Villa Española       | 15 | 3  | 3 | 9  | 11 | 26 | −15 | 12 |
| 15 | Cerro Largo          | 15 | 1  | 6 | 8  | 13 | 25 | −12 | 9  |
| 16 | Juventud             | 15 | 2  | 2 | 11 | 9  | 26 | −17 | 8  |

|  | 15 februari 2009 | Danubio          | 1 – 2           | Nacional                       | Estadio Centenario, Montevideo |                |
|  |                  | S. Rodríguez 36′ | (1 – 0) Rapport | 60′ Á. Fernández 77′ S. García | Publik: 40 000                 | Publik: 40 000 |
|  |                  |                  |                 |                                | Publik: 40 000                 | Publik: 40 000 |
|  |                  |                  |                 |                                | Publik: 40 000                 | Publik: 40 000 |

| Nr | Lag                  | S  | V  | O | F  | GM | IM | MS  | P  |
| -- | -------------------- | -- | -- | - | -- | -- | -- | --- | -- |
| 1  | Defensor Sporting    | 14 | 11 | 1 | 2  | 29 | 15 | +14 | 34 |
| 2  | River Plate          | 14 | 9  | 3 | 2  | 32 | 17 | +15 | 30 |
| 3  | Cerro                | 14 | 9  | 2 | 3  | 30 | 13 | +17 | 29 |
| 4  | Liverpool            | 14 | 7  | 4 | 3  | 23 | 17 | +6  | 25 |
| 5  | Peñarol              | 14 | 7  | 2 | 5  | 22 | 15 | +7  | 23 |
| 6  | Nacional             | 14 | 6  | 5 | 3  | 27 | 21 | +6  | 23 |
| 7  | Racing               | 14 | 6  | 5 | 3  | 22 | 17 | +5  | 23 |
| 8  | Montevideo Wanderers | 14 | 6  | 3 | 5  | 25 | 24 | +1  | 21 |
| 9  | Cerro Largo          | 14 | 5  | 4 | 5  | 20 | 20 | 0   | 19 |
| 10 | Danubio              | 14 | 4  | 3 | 7  | 20 | 24 | −4  | 15 |
| 11 | Central Español      | 14 | 3  | 3 | 8  | 16 | 24 | −8  | 12 |
| 12 | Tacuarembó           | 14 | 2  | 6 | 6  | 16 | 25 | −9  | 12 |
| 13 | Bella Vista          | 14 | 2  | 4 | 8  | 16 | 28 | −12 | 10 |
| 14 | Juventud             | 14 | 2  | 2 | 10 | 15 | 34 | −19 | 8  |
| 15 | Rampla Juniors       | 14 | 0  | 5 | 9  | 15 | 34 | −19 | 5  |

### Sluttabell
| Nr | Lag                       | S  | V  | O  | F  | GM | IM | MS  | P  |
| -- | ------------------------- | -- | -- | -- | -- | -- | -- | --- | -- |
| 1  | Defensor Sporting         | 29 | 20 | 4  | 5  | 52 | 27 | +25 | 64 |
| 2  | Nacional                  | 29 | 16 | 7  | 6  | 49 | 34 | +15 | 55 |
| 3  | Cerro                     | 29 | 15 | 7  | 7  | 50 | 25 | +25 | 52 |
| 4  | Liverpool                 | 29 | 14 | 10 | 5  | 44 | 32 | +12 | 52 |
| 5  | River Plate               | 29 | 14 | 8  | 7  | 49 | 34 | +15 | 50 |
| 6  | Racing Club de Montevideo | 29 | 13 | 11 | 5  | 46 | 31 | +15 | 50 |
| 7  | Peñarol                   | 29 | 15 | 6  | 8  | 51 | 29 | +22 | 48 |
| 8  | Danubio                   | 29 | 14 | 5  | 10 | 47 | 39 | +8  | 47 |
| 9  | Montevideo Wanderers      | 29 | 10 | 5  | 14 | 42 | 42 | 0   | 35 |
| 10 | Central Español           | 29 | 8  | 8  | 13 | 33 | 45 | −12 | 32 |
| 11 | Tacuarembó                | 29 | 7  | 8  | 14 | 31 | 45 | −14 | 29 |
| 12 | Cerro Largo               | 29 | 6  | 10 | 13 | 33 | 45 | −12 | 28 |
| 13 | Bella Vista               | 29 | 7  | 6  | 16 | 31 | 48 | −17 | 27 |
| 14 | Rampla Juniors            | 29 | 3  | 10 | 16 | 33 | 60 | −27 | 19 |
| 15 | Juventud                  | 29 | 4  | 4  | 21 | 24 | 60 | −36 | 16 |
| 16 | Villa Española            | 15 | 3  | 3  | 9  | 11 | 26 | −15 | 12 |

Färgkoder
     – Kvalificerad till Liguilla Pre-Libertadores och ligaslutspel

     – Kvalificerad till Liguilla Pre-Libertadores

     – Nedflyttade till Segunda División (andradivisionen)

     – Nedflyttade till Liga Metropolitana (andradivisionen för amatörlag)

### Nedflyttningstabell
De lag med minst antal poäng blir nerflyttade till Segunda División. Man räknar poängen från de två senaste säsongerna. Om ett lag har spelat i en lägre division föregående år dubbleras poängsumman.
| Lag             | S  | V  | O  | F  | GM | IM  | MS  | P  |
| --------------- | -- | -- | -- | -- | -- | --- | --- | -- |
| Juventud        | 59 | 14 | 14 | 31 | 54 | 89  | −35 | 56 |
| Bella Vista     | 59 | 13 | 11 | 35 | 60 | 102 | −42 | 50 |
| Villa Española1 | 15 | 3  | 3  | 9  | 11 | 26  | −15 | 12 |

Notering
1 Villa Española avbröt sitt spel i högstaligan efter Aperturan på grund av ekonomiska problem

## Liguilla Pre-Libertadores
| Nr | Lag               | S | V | O | F | GM | IM | MS | P  |
| -- | ----------------- | - | - | - | - | -- | -- | -- | -- |
| 1  | Cerro             | 5 | 4 | 0 | 1 | 12 | 6  | +6 | 12 |
| 2  | Racing            | 5 | 3 | 1 | 1 | 11 | 7  | +4 | 10 |
| 3  | River Plate       | 5 | 2 | 0 | 3 | 7  | 11 | −4 | 6  |
| 4  | Liverpool         | 5 | 1 | 2 | 2 | 6  | 7  | −1 | 5  |
| 5  | Defensor Sporting | 5 | 1 | 2 | 2 | 5  | 6  | −1 | 5  |
| 6  | Nacional          | 5 | 1 | 1 | 3 | 8  | 12 | −4 | 4  |

Färgkoder:

     – Kvalificerad till gruppspel (andra omgången) i Copa Libertadores 2010

     – Kvalificerad till gruppspel (första omgången) i Copa Libertadores 2010

     – Kvalificerad till gruppspel (första omgången) i Copa Sudamericana 2009

     – Match om kvalplats  Copa Sudamericana 2009
Då Liverpool och Defensor Sporting hamnade på samma poäng var man tvungen att avgöra vem som fick den andra platsen i Copa Sudamericana 2009 med en match som spelades 8 augusti 2009, i Montevideo. Liverpool vann matchen med slutsiffrorna 1–0.
|  | 6 augusti, 2009 | Liverpool     | 1 – 0   | Defensor Sporting | Jardines Del Hipódromo, Montevideo |                         |
|  |                 | N. Correa 81′ | Rapport |                   | Domare: Jorge Larrionda            | Domare: Jorge Larrionda |
|  |                 |               |         |                   | Domare: Jorge Larrionda            | Domare: Jorge Larrionda |
|  |                 |               |         |                   | Domare: Jorge Larrionda            | Domare: Jorge Larrionda |

## Slutspel
|  | Semifinal         | Semifinal | Semifinal | Semifinal |  |  | Final             | Final | Final |
|  |                   |           |           |           |  |  |                   |       |       |
|  |                   |           |           |           |  |  |                   |       |       |
|  | Nacional          | 1         | 1         | 3         |  |  |                   |       |       |
|  | Defensor Sporting | 1         | 1         | 0         |  |  |                   |       |       |
|  |                   |           |           |           |  |  |                   |       |       |
|  |                   |           |           |           |  |  | Nacional          | 2     | 2     |
|  |                   |           |           |           |  |  | Defensor Sporting | 1     | 1     |
|  |                   |           |           |           |  |  |                   |       |       |

### Semifinaler
Match 1
|  | 21 juni 2009 | Defensor Sporting | 1 – 1           | Nacional       | Estadio Centenario, Montevideo        |                                       |
|  |              | D. de Souza 25′   | (1 – 1) Rapport | N. Lodeiro 22′ | Publik: 15 000 Domare: Martín Vázquez | Publik: 15 000 Domare: Martín Vázquez |
|  |              |                   |                 |                | Publik: 15 000 Domare: Martín Vázquez | Publik: 15 000 Domare: Martín Vázquez |
|  |              |                   |                 |                | Publik: 15 000 Domare: Martín Vázquez | Publik: 15 000 Domare: Martín Vázquez |

Match 2
|  | 5 juli 2009 | Nacional      | 1 – 1           | Defensor Sporting | Estadio Centenario, Montevideo       |                                      |
|  |             | A. Romero 23′ | (1 – 1) Rapport | D. Vera 44′       | Publik: 17 000 Domare: Darío Ubriaco | Publik: 17 000 Domare: Darío Ubriaco |
|  |             |               |                 |                   | Publik: 17 000 Domare: Darío Ubriaco | Publik: 17 000 Domare: Darío Ubriaco |
|  |             |               |                 |                   | Publik: 17 000 Domare: Darío Ubriaco | Publik: 17 000 Domare: Darío Ubriaco |

Match 3
|  | 8 juli 2009 | Defensor Sporting | 0 – 3           | Nacional                                            | Estadio Centenario, Montevideo         |                                        |
|  |             |                   | (0 – 1) Rapport | S. García 32′ (str.) S. Coates 74′ Á. Fernández 77′ | Publik: 18 000 Domare: Roberto Silvera | Publik: 18 000 Domare: Roberto Silvera |
|  |             |                   |                 |                                                     | Publik: 18 000 Domare: Roberto Silvera | Publik: 18 000 Domare: Roberto Silvera |
|  |             |                   |                 |                                                     | Publik: 18 000 Domare: Roberto Silvera | Publik: 18 000 Domare: Roberto Silvera |

### Finaler
Match 1
|  | 12 juli 2009 | Defensor Sporting | 1 – 2           | Nacional                        | Estadio Centenario, Montevideo        |                                       |
|  |              | P. Pintos 66′     | (0 – 0) Rapport | S. Coates 78′ G. Biscayzacú 86′ | Publik: 16 000 Domare: Martín Vázquez | Publik: 16 000 Domare: Martín Vázquez |
|  |              |                   |                 |                                 | Publik: 16 000 Domare: Martín Vázquez | Publik: 16 000 Domare: Martín Vázquez |
|  |              |                   |                 |                                 | Publik: 16 000 Domare: Martín Vázquez | Publik: 16 000 Domare: Martín Vázquez |

Match 2
|  | 15 juli 2009 | Nacional                        | 2 – 1           | Defensor Sporting | Estadio Centenario, Montevideo         |                                        |
|  |              | M. Victorino 27′ N. Lodeiro 86′ | (1 – 0) Rapport | Á. Navarro 59′    | Publik: 40 000 Domare: Jorge Larrionda | Publik: 40 000 Domare: Jorge Larrionda |
|  |              |                                 |                 |                   | Publik: 40 000 Domare: Jorge Larrionda | Publik: 40 000 Domare: Jorge Larrionda |
|  |              |                                 |                 |                   | Publik: 40 000 Domare: Jorge Larrionda | Publik: 40 000 Domare: Jorge Larrionda |